# Eremocoris melanotus
Eremocoris melanotus är en insektsart som beskrevs av Walley 1929. Eremocoris melanotus ingår i släktet Eremocoris och familjen Rhyparochromidae. Inga underarter finns listade i Catalogue of Life.